# Folding Ideas
Folding Ideas är en engelskspråkig Youtubekanal som drivs av den kanadensiska videoessäisten Dan Olson, bosatt i Calgary. Olson har bland annat uppmärksammats för sin ingående filmkritik.